# Данури
Лунный орбитальный аппарат Korea Pathfinder (KPLO, официально Danuri) — первый лунный орбитальный аппарат Южной Кореи. Орбитальный аппарат, его научная полезная нагрузка и наземная инфраструктура управления являются демонстраторами технологий. Орбитальному аппарату также будет поручено исследовать лунные ресурсы, такие как водяной лед, уран, гелий-3, кремний и алюминий, и составить топографическую карту, которая поможет выбрать будущие места посадки на Луну.
Миссия была запущена 4 августа 2022 года с ракеты-носителя Falcon 9 Block 5. Он был выведен на орбиту вокруг Луны 16 декабря 2022 года (UTC).

## Результаты
В октябре 2022 года «Данури» зарегистрировал самый яркий из обнаруженных гамма-всплесков, расположенный на расстоянии 1,9 миллиарда световых лет.
«Данури» обнаружил, что обратная сторона Луны является более электропроводящей, чем видимая с Земли. Возможным объяснением может быть бо́льшая концентрация воды на той стороне.
По прогнозам корейского космического агентства, аппарат может прослужить до марта 2025 года. Тогда из-за солнечного затмения отключатся солнечные батареи, и «Данури» будет питаться только от аккумуляторов, которых может не хватить.

## Оборудование

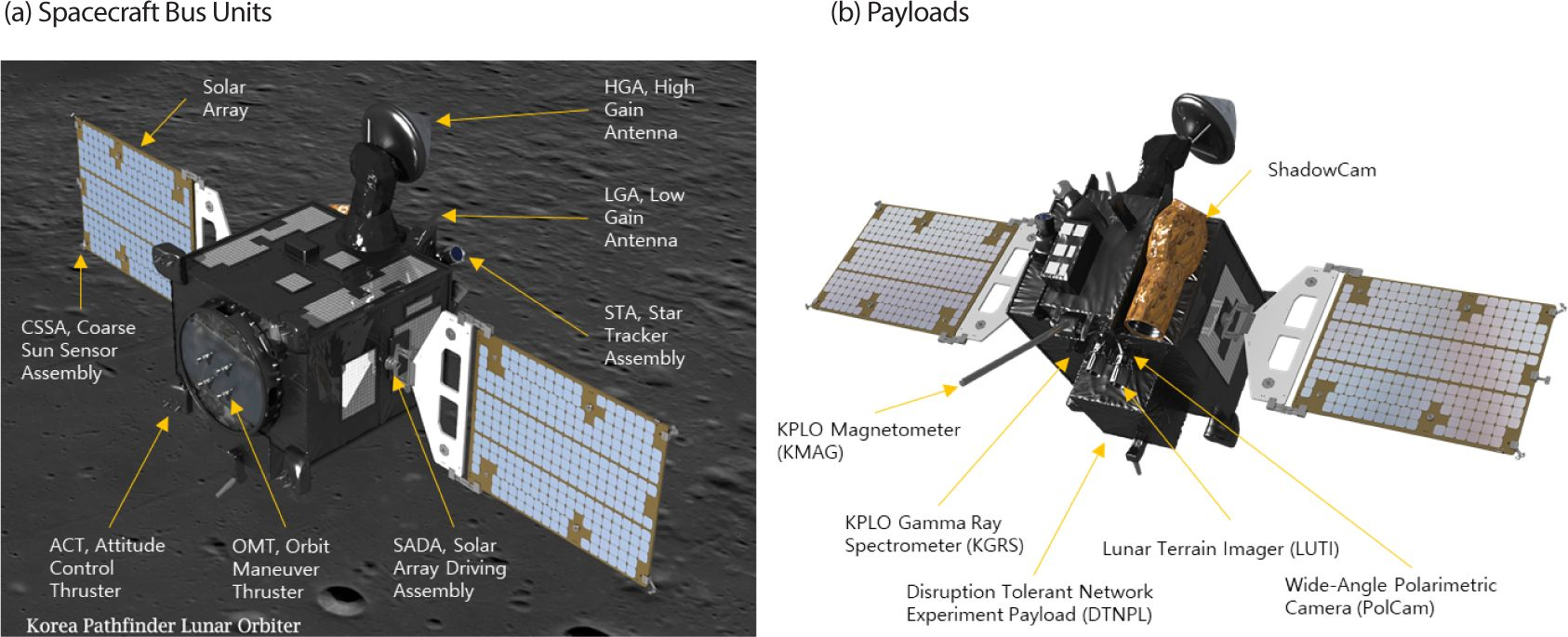
Конфигурация космического аппарата KPLO

Система KPLO подразделяется на два ключевых сегмента: космический и наземный. Космический сегмент, именуемый также космическим аппаратом, состоит из полезной нагрузки и служебной платформы («шины»). Служебная платформа интегрирует множество подсистем, обеспечивающих функционирование аппарата: структурно-механическую, терморегулирования, управления ориентацией и орбитой, электропитания, двигательную установку, телеметрии, командной радиолинии и передачи данных, а также бортовое программное обеспечение и систему передачи данных полезной нагрузки; на борту размещено шесть научных приборов, включая камеры LUTI, PolCam и ShadowCam, гамма-спектрометр KGRS, магнитометр KMAG и экспериментальную систему сетевой связи DTNPL. Наземный сегмент, или система наземных средств дальней космической связи KPLO, включает корейскую антенну дальней космической связи, подсистемы оперативного управления в реальном времени, планирования миссии, баллистико-навигационного обеспечения, калибровки и анализа изображений, а также управления научными данными, обеспечивая контроль полёта и приём научной информации с аппарата, находящегося в полётной конфигурации с развёрнутыми панелями солнечных батарей, антенной высокого усиления и штангой магнитометра.

### ShadowCam

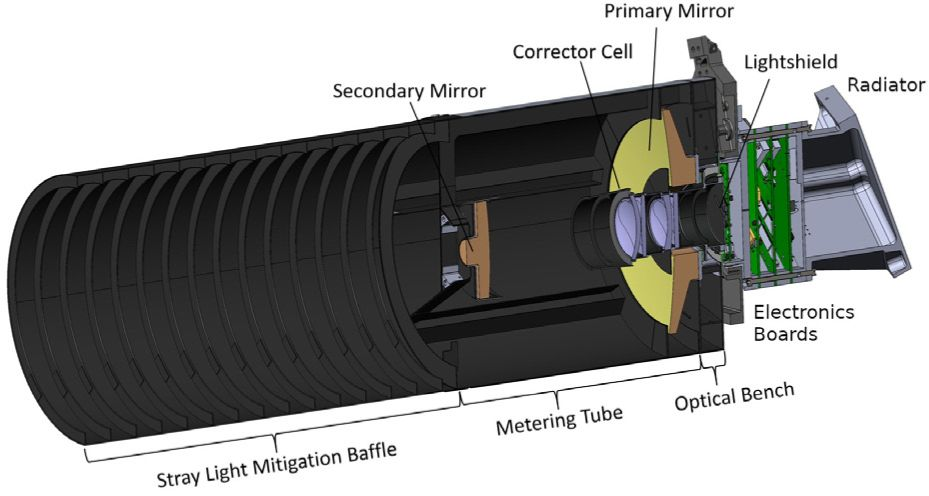
Схема ShadowCam

ShadowCam представляет собой высокочувствительный оптический инструмент, финансируемый НАСА и установленный KPLO в рамках международного научного сотрудничества. Его основное предназначение — картографирование постоянно затененных регионов (кратер вечной) тени на Луне с высоким пространственным разрешением (1,7 метра на пиксель). Эти области, освещаемые только слабым светом, отраженным от соседних участков лунной поверхности, представляют значительный интерес для науки и будущих исследований, поскольку могут содержать залежи водяного льда и других летучих веществ. Благодаря своей конструкции, ShadowCam обладает светочувствительностью, значительно превосходящей (более чем в 200 раз) возможности предыдущих инструментов, таких как камера LROC NAC, что позволяет получать детальные изображения рельефа внутри кратера вечной тени, необходимые для оценки ресурсного потенциала и планирования безопасных посадочных площадок для будущих лунных миссий.

#### Характеристики оптической системы ShadowCam
Система ShadowCam демонстрирует высокую производительность в соответствии с техническими требованиями. Поле зрения (FOV) составляет 2,86°, мгновенное поле зрения (IFOV) в надире — 17,16 микроградиан (при допустимом значении ≤20 µrad), что обеспечивает разрешение 1,7 м/пиксель на высоте 100 км (требование: ≤2 м/пиксель). Ширина полосы захвата достигает 5,2×144 км, превышая минимальные требования (5×136 км). Оптическая система включает объектив с фокусным расстоянием 699,275±0,01 мм и апертурой 194,4 мм. Модуляционная передаточная функция (MTF) на частоте Найквиста составляет 0,21 при пороговом значении ≥0,2, что подтверждает сохранение детализации изображения.

#### Радиометрические и электронные параметры
Детектор камеры использует метод временной задержки и накопления (TDI) с 32 эффективными ступенями, обеспечивая высокое отношение сигнал-шум (SNR >100 при радиации >0,12 Вт/м²/ср/мкм). Калибровочные коэффициенты радиометрии составляют 6 740 DN/мс/(Вт/м²/ср/мкм) для «мелкого» и 4 940 для «глубокого» режимов. Уровень шума детектора не превышает 62 электронов, а абсолютная радиометрическая погрешность — 6%. Сигнал достигает 94 000–123 000 электронов при максимальном усилении, что гарантирует работу в условиях низкой освещённости.

#### Системные и эксплуатационные показатели
ShadowCam обладает компактными габаритами (118×27 см) и массой 8,75 кг. Пиковая мощность потребления — 9,3 Вт, в режиме ожидания — 4,5 Вт. Формат данных включает 12-битное аналого-цифровое преобразование с кодированием в 8 бит, что оптимизирует передачу через канал связи 30 Мбит/с. Активная зона детектора содержит 3 072 пикселя при максимальной длине кадра 84 992 строки. Равномерность пространственного отклика (1%) и стабильность параметров подтверждают пригодность системы для картографирования затемнённых областей лунной поверхности.

### Магнитометр
С момента старта и в течение миссии на 100-километровой полярной орбите Луны, магнитометр зонда KPLO (KMAG), состоящий из трех феррозондовых датчиков с диапазоном измерения ±1000 нТл, разрешением 0,2 нТл и частотой дискретизации 10 Гц, успешно функционировал, проводя наблюдения магнитных полей лунной коры, полей, индуцированных во внутренних областях Луны, и различных явлений солнечного ветра. Надёжность данных KMAG была подтверждена сравнением с данными картирования поверхностных векторов (Surface Vector Mapping, SVM); предполагается, что при достаточном приближении орбиты зонда к лунной поверхности на этапе расширенной миссии, KMAG сможет внести вклад в обновление карты магнитного поля Луны и предоставить новые сведения о ее внутреннем строении и космическом окружении. KMAG представляет собой первый магнитометр, разработанный в Республике Корея для проведения исследований в космическом пространстве за пределами земной магнитосферы и изначально предназначенный для выполнения базовых измерительных функций.
Основные технические характеристики прибора KMAG включают следующие параметры. Тип используемого сенсора — трехосевой феррозондовый магнитометр. Габаритные размеры магнитометрического блока (MAG unit) составляют 1318 × 178 × 122 мм, в то время как размеры блока управляющей электроники (FCE unit) равны 150 × 135 × 82 мм. Общая масса инструмента достигает 3,5 кг, а его номинальное энергопотребление составляет 4,6 Вт. Прибор рассчитан на функционирование в различных температурных условиях: рабочий диапазон для магнитометрического блока определён от −55 °C до +70 °C, а для блока электроники — от −20 °C до +50 °C. Для обмена данными с бортовой системой космического аппарата используется интерфейс стандарта RS-422, обеспечивающий скорость передачи 115 200 бит/с. При непрерывной работе (100 % рабочий цикл) суточный объем генерируемых научных данных оценивается в 295,3 Мбит.
Основными поставщиками электронных компонентов магнитометра стали: Texas Instruments, предлагающая широкий ассортимент интегральных схем; Analog Devices, поставляющая операционные усилители, датчики и аналого-цифровые преобразователи; Gaia специализируется на компонентах систем питания, таких как DC-DC преобразователи и фильтры. Прочие производители: Samtec, NXP Semiconductors, Maxim Integrated, Infineon Technologies, ST Microelectronics, Honeywell, ECS Inc. (англ.), Citizen, Broadcom и Microchip Technology.

### Гамма-спектрометр
Гамма-спектрометр KGRS (KPLO Gamma-Ray Spectrometer) – это установленный на борту корейского лунного орбитального аппарата KPLO компактный прибор массой 6,3 кг, предназначенный для элементного анализа реголита на глубину до 0,5 метра путем регистрации гамма-излучения в диапазоне энергий от 30 кэВ до 12 МэВ. Его основной компонент – гамма-детектор на основе кристалла LaBr₃ (бромид лантана), окруженный подковообразным пластическим сцинтиллятором, легированным бором (Boron-Loaded Plastic Scintillator, BLPS), который функционирует в режиме антисовпадений для подавления фонового излучения от аппаратуры и конструкционных элементов аппарата, а также от космических лучей. Научные цели KGRS включают исследование геологического строения и ресурсов Луны, при этом в штатном режиме прибор ориентирован в надир. KGRS также осуществляет мониторинг гамма-всплесков (Gamma-Ray Burst, GRB) в пяти выделенных энергетических диапазонах (от 35 кэВ до 3607 кэВ) и регистрирует фоновые спектры; время накопления данных составляет 10 секунд. Во время 4,5-месячного перелета к Луне по баллистической траектории (Ballistic Lunar Transfer, BLT), KGRS производил сбор данных и 9 октября 2022 года зафиксировал мощный гамма-всплеск GRB221009A, находясь на расстоянии приблизительно 1,5 миллиона километров от Земли.